# Episodi di Daniel Boone (quarta stagione)
La quarta stagione della serie televisiva Daniel Boone è stata trasmessa in anteprima negli Stati Uniti d'America dalla NBC tra il 14 settembre 1967 e il 4 aprile 1968.
| nº | Titolo originale                                             | Titolo italiano | Prima TV USA      | Prima TV Italia |
| -- | ------------------------------------------------------------ | --------------- | ----------------- | --------------- |
| 1  | The Ballad of Sidewinder and Cherokee                        |                 | 14 settembre 1967 |                 |
| 2  | The Ordeal of Israel Boone                                   |                 | 21 settembre 1967 |                 |
| 3  | The Renegade                                                 |                 | 28 settembre 1967 |                 |
| 4  | Tanner                                                       |                 | 5 ottobre 1967    |                 |
| 5  | Beaumarchais                                                 |                 | 12 ottobre 1967   |                 |
| 6  | The King's Shilling                                          |                 | 19 ottobre 1967   |                 |
| 7  | The Inheritance                                              |                 | 26 ottobre 1967   |                 |
| 8  | The Traitor                                                  |                 | 2 novembre 1967   |                 |
| 9  | The Value of a King                                          |                 | 9 novembre 1967   |                 |
| 10 | The Desperate Raid                                           |                 | 16 novembre 1967  |                 |
| 11 | The Spanish Horse                                            |                 | 23 novembre 1967  |                 |
| 12 | Chief Mingo                                                  |                 | 7 dicembre 1967   |                 |
| 13 | Secret Code                                                  |                 | 14 dicembre 1967  |                 |
| 14 | A Matter of Blood                                            |                 | 28 dicembre 1967  |                 |
| 15 | The Scrimshaw Ivory Chart                                    |                 | 4 gennaio 1968    |                 |
| 16 | The Imposter                                                 |                 | 18 gennaio 1968   |                 |
| 17 | The Witness                                                  |                 | 25 gennaio 1968   |                 |
| 18 | The Flaming Rocks                                            |                 | 1º febbraio 1968  |                 |
| 19 | Then Who Will They Hang from the Yardarm If Willy Gets Away? |                 | 8 febbraio 1968   |                 |
| 20 | The Spanish Fort                                             |                 | 15 febbraio 1968  |                 |
| 21 | Hero's Welcome                                               |                 | 22 febbraio 1968  |                 |
| 22 | Orlando, the Prophet                                         |                 | 29 febbraio 1968  |                 |
| 23 | Far Side of Fury                                             |                 | 7 marzo 1968      |                 |
| 24 | Nightmare                                                    |                 | 14 marzo 1968     |                 |
| 25 | Thirty Pieces of Silver                                      |                 | 28 marzo 1968     |                 |
| 26 | Faith's Way                                                  |                 | 4 aprile 1968     |                 |